# Egri Sándor
Egri Sándor (Budapest, 1957. június 23. – 2023. április 2.) magyar operaénekes (bariton).

## Életpályája
Főiskolai tanulmányait 1984-ben végezte a Zeneakademiát. Ezt megelőzően énekelt már az Operaház énekkarában. Diplomája megszerzése után a Pécsi Nemzeti Színház alkalmazta, majd 1989-ben a Magyar Állami Operaház. Vendégszerepelt Németországban, Svájcban, Ausztriában, Spanyolországban, Izlandon, Japánban és Thaiföldön.

## Főbb szerepei
- Georges Bizet: Carmen – Zuniga
- Benjamin Britten: Peter Grimes – Swallow
- Csajkovszkij: Jevgenyij Anyegin – Zareckij
- Erkel Ferenc: Hunyadi László – Szilágyi Mihály
- Erkel: Bánk bán – Tiborc; Petur bán
- Kodály Zoltán: Székely fonó – Gazdag legény
- Kodály: Háry János – Marci bácsi, Bíró
- Pietro Mascagni: Parasztbecsület – Alfio
- Jules Massenet: Werther – Johann
- Muszorgszkij: Borisz Godunov – Varlam
- Giacomo Puccini: Manon Lescaut – Géronte de Ravoir; Hajókapitány
- Puccini: Pillangókisasszony – Bonzo
- Puccini: Tosca – Scarpia báró
- Gioachino Rossini: Hamupipőke – Hamupipőke
- Rossini: A sevillai borbély – Bartolo, orvos
- Ifj. Johann Strauss: A denevér – Frank
- Richard Strauss: Salome – Első katona
- Giuseppe Verdi: A végzet hatalma – Alcade
- Verdi: Rigoletto – Monterone gróf
- Verdi: Az álarcosbál – Bíró; Amelia szolgája
- Verdi: Don Carlos – Főinkvizítor
- Verdi: Otello – Jago
- Richard Wagner: A Rajna kincse – Wotan
- Wagner: Siegfried – Alberich
- Wagner: A nürnbergi mesterdalnokok – Fritz Kothner
- Wagner: Tannhäuser – Biterolf
- Wagner: Parsifal – Klingsor